# Lorenzo Lorusso
Lorenzo Lorusso (ur. 25 marca 1967 w Bari) – włoski duchowny katolicki, podsekretarz Kongregacji ds. Kościołów Wschodnich w latach 2014-2019.

## Życiorys
W 1995 otrzymał święcenia kapłańskie w zakonie Dominikanów. 
15 listopada 2014 został mianowany przez papieża Franciszka podsekretarzem Kongregacji ds. Kościołów Wschodnich.